# Chatur Singh Two Star
Chatur Singh Two Star est un film indien de Bollywood réalisé par Ajay Chandhok, sorti le 19 août 2011.
Le film met en vedette Sanjay Dutt et Ameesha Patel. Ce long métrage fut un désastre notable aux box-office.

## Distribution
- Sanjay Dutt : Chatur Singh
- Ameesha Patel : Sonia Varma (as Ameesha)
- Anupam Kher : Raj Kumar Sinha
- Satish Kaushik : Gullu Gulfam
- Shakti Kapoor : Chingua
- Suresh Menon : Pappu Panther
- Rati Agnihotri : Savitri Y. Singh
- Gulshan Grover : Y.Y. Singh
- Sanjay Mishra :
- Vishwajeet Pradhan : DGP Kulkarni
- Murli Sharma : Tony
- Ganesh Yadav : Inspector Yadav
- Mohammad Aslam :
- Snehal Dabi :
- Mushtaq Khan :
- Shashi Kiran : Havaldar
- Indira Krishnan : Sonia's Bhabi
- Daman Maan :
- Sunil Nagar :
- Shiva Rindani : YY Singh's Brother
- Sheru :
- Arun Verma :

## Box-office
- Box-office Inde: 15 000 000 roupies.
- Budget: 170 000 000 roupies indiennes[2].

Box-office India qualifie le film de désastre.